# Граничане
Граничане је насеље у општини Лепосавић на Косову и Метохији. Површина катастарске општине Граничане где је атар насеља износи 1.471 ha. Припада месној заједници Сочаница. Село се налази на југозападним обронцима Копаоника, 10 km источно од Лепосавића. Граничане обилује изворском водом и испашом. Средња надморска висина села је 930 m. По положају кућа и њиховој међусобној удаљености село се дели на Горње и Доње Граничане. Крајеви села су удаљени 400 m један од другог. До села се долази сеоским путем из правца Кијевчића. Од Кијевчића село је асфалтним путем повезано са Лепосавићем и важним саобраћајницама.
Овде се налазе рушевине гробљанске цркве у селу Граничане.

## Демографија
- попис становништва 1948: 232
- попис становништва 1953: 234
- попис становништва 1961: 285
- попис становништва 1971: 264
- попис становништва 1981: 211
- попис становништва 1991: 153

У селу 2004. године живи 151 становник. Родови у селу су: Мијаиловићи неки данас Михајловићи, Миленковићи, Радојичићи, Милутиновићи, Гајићи, Мишковићи, Тошковићи, Јевтићи, Исаиловићи, Симићи, Вукојевићи, Радосављевићи.